# Русинко, Мария Михайловна
Мария Михайловна Русинко (Петровци) (17 ноября 1925, ныне Закарпатская область — ?)  — украинская советская деятельница, новатор сельскохозяйственного производства, бригадир Мукачевского виноградарского совхоза Закарпатской области. Герой Социалистического Труда (5.10.1949). Депутат Верховного Совета УССР 3-го созыва.

## Биография
Родилась в крестьянской семье. Член ВЛКСМ.
С конца 1940-х годов — звеньевая, бригадир виноградарской бригады Мукачевского виноградарского совхоза Министерства пищевой промышленности СССР села Лавки Мукачевского района Закарпатской области. Собирала высокие урожаи винограда. В 1948 году получила урожай винограда 94,7 центнера с гектара на площади 3,5 га.
Потом — на пенсии в городе Мукачево Закарпатской области.

## Награды
- Герой Социалистического Труда (5.10.1949)
- орден Ленина (5.10.1949)
- ордена
- медали